# Carausius burri
Carausius burri är en insektsart som beskrevs av Brunner von Wattenwyl 1907. Carausius burri ingår i släktet Carausius och familjen Phasmatidae. Inga underarter finns listade.